# 林巴尼區
林巴尼區（西班牙語：Distrito de Limbani），是秘魯的一個區，位於該國東南部普諾大區的桑迪亞省，始建於1908年12月28日，面積2,112.34平方公里，海拔高度3,320米，2005年人口4,407，人口密度每平方公里2.1人。